# Кристенсен, Эмиль (хоккеист)
Эмиль Кристенсен (дат. Emil Kristensen; род. 20 сентября 1992, Эсбьерг, Рибе[…]) — датский хоккеист, нападающий. Игрок сборной Дании и итальянского клуба «Пустерталь».

## Карьера
Воспитанник клуба «Эсбьерг Энерджи». Именно в родной команде он начинал свою карьеру. В 21 год Кристенсен переехал в более сильный шведский чемпионат. После двух лет выступлений в подэлитной лиги — Аллсвенскане — защитник подписал контракт с клубом элитной Шведскую хоккейную лиги «Рёгле». Однако ни в нем, ни в «Линчёпинге» датчанин закрепиться не сумел.
С 2017 года по 2019 гг. он играл в финской СМ-Лиги за КооКоо. В настоящий момент он выступает в Германии.

## Сборная
За сборную Дании защитник дебютировал на Чемпионате мира в 2014 году. С тех пор он регулярно попадает в состав своей национальной команды.